# Basilodes chrysopis
Basilodes chrysopis là một loài bướm đêm trong họ Noctuidae.